# Sekmai Bazar
Sekmai Bazar là một thị xã và là một nagar panchayat của quận Imphal West thuộc bang Manipur, Ấn Độ.

## Nhân khẩu
Theo điều tra dân số năm 2001 của Ấn Độ, Sekmai Bazar có dân số 4325 người. Phái nam chiếm 50% tổng số dân và phái nữ chiếm 50%. Sekmai Bazar có tỷ lệ 66% biết đọc biết viết, cao hơn tỷ lệ trung bình toàn quốc là 59,5%: tỷ lệ cho phái nam là 72%, và tỷ lệ cho phái nữ là 59%. Tại Sekmai Bazar, 14% dân số nhỏ hơn 6 tuổi.